# Masacre de Amboyna

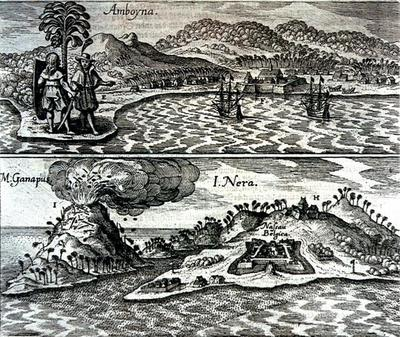
El enclave neerlandés y el inglés en Amboyna (arriba) y Banda-Neira (abajo). Grabado en 1655.

La masacre de Amboyna fue la tortura y ejecución en 1623 en la isla de Ambon (actual Ambon, Molucas, Indonesia) de veintiún hombres, incluidos diez de los cuales estaban al servicio de la Compañía Británica de las Indias Orientales, comerciantes japoneses y portugueses, por agentes de la Compañía Neerlandesa de las Indias Orientales (VOC), por acusaciones de traición. Fue el resultado de la intensa rivalidad entre las empresas de las Indias Orientales de Inglaterra y las Provincias Unidas de los Países Bajos por el comercio de especias y siguió siendo una fuente de tensión entre las dos naciones hasta finales del siglo XVII.

## Trasfondo
Desde sus inicios, las Provincias Unidas estuvieron en guerra con la corona española (que estuvo en unión dinástica con la Corona portuguesa de 1580 a 1640). En 1598, el rey de España embargó el comercio neerlandés con Portugal, por lo que los neerlandeses fueron a buscar especias ellos mismos en las áreas que habían sido asignadas a Portugal en virtud del tratado de Tordesillas. En febrero de 1605, Steven van der Hagen, almirante de la Compañía Neerlandesa de las Indias Orientales (VOC), conquistó la fortaleza portuguesa de Victoria en Amboyna, asumiendo así los intereses comerciales portugueses en Victoria. Como otros comerciantes europeos, intentaron obtener un monopsonio local en el comercio de especias manteniendo fuera los factores de otros países europeos por la fuerza de las armas. Esto provocó especialmente conflictos con la Compañía Británica de las Indias Orientales, mientras que las acciones del aventurero Sir Edward Michelborne indignaron a los neerlandeses. Inevitablemente, los gobiernos nacionales se involucraron y esto amenazó las agradables relaciones entre Jaime I de Inglaterra y los Estados Generales de los Países Bajos.
El rey Jaime I y los Estados Generales hicieron que las dos compañías en conflicto concluyeran un tratado de defensa en Londres en 1619 buscando la cooperación de las Indias Orientales. El mercado de especias se dividió entre ellos en una proporción fija de dos a uno (ambas empresas tenían monopolios legales en sus mercados nacionales); se instituyó un Consejo de Defensa en Batavia que gobernaría a los comerciantes de ambas compañías; lo más importante, esos comerciantes ahora compartirían sus puestos comerciales pacíficamente, aunque cada compañía debía retener y vigilar los puestos que había ocupado. Los neerlandeses interpretaron esta última disposición en el sentido de que cada empresa tenía jurisdicción legal sobre los empleados de ambas empresas en los lugares que administraba. Por el contrario, los ingleses sostuvieron, sobre la base del artículo 30 del tratado, que sólo el Consejo de Defensa tendría jurisdicción sobre los empleados de la «otra» empresa. Esto resultó ser una importante diferencia de opinión en los eventos subsiguientes.

## El incidente
A pesar del tratado, las relaciones entre las dos empresas se mantuvieron tensas. Ambas partes desarrollaron numerosos agravios entre sí, incluida la mala fe, el incumplimiento de las obligaciones del tratado y los intentos «encubiertos» de socavarse mutuamente en las relaciones con los gobernantes indígenas con los que trataron. En la región de Amboyna, el gobernador local de la VOC, Herman van Speult, tuvo problemas, a fines de 1622, con el sultán de Ternate, quien mostró signos de querer cambiar su lealtad a los españoles. Van Speult sospechaba que los ingleses habían provocado estos problemas en secreto.
Como resultado, los neerlandeses de Amboyna empezaron a sospechar de los comerciantes ingleses que compartían el puesto comercial con ellos. Estas vagas sospechas se hicieron concretas cuando en febrero de 1623 uno de los soldados mercenarios japoneses (rōnin, o samuráis sin amo al servicio de la VOC) fue sorprendido en el acto de espiar las defensas de la fortaleza Victoria. Al ser interrogado bajo tortura, el soldado confesó haber conspirado con otros mercenarios japoneses para apoderarse de la fortaleza y asesinar al gobernador. También implicó al jefe de los factores ingleses, Gabriel Towerson, como miembro de la conspiración. Posteriormente, Towerson y el resto del personal inglés en Amboyna y las islas adyacentes fueron arrestados e interrogados. En la mayoría de los casos, aunque no en todos, se utilizó la tortura durante el interrogatorio. La tortura consistía en que se vertiera agua sobre la cabeza, alrededor de la cual se colocaba un paño, llevando al interrogado repetidamente al borde de la asfixia (esto hoy se llama submarino). Este era el procedimiento interrogatorio habitual en las Indias Orientales neerlandesas en ese momento. Según los registros judiciales neerlandeses, la mayoría de los sospechosos confesaron que eran culpables de los cargos, con o sin tortura. Dado que la acusación era traición, los que habían confesado (la confesión era necesaria para la condena según el derecho romano neerlandesa) fueron condenados a muerte por un tribunal integrado por el gobernador y el consejo de la VOC en Amboina. Sin embargo, cuatro de los ingleses y dos japoneses condenados fueron posteriormente indultados. En consecuencia, fueron ejecutados diez ingleses, diez japoneses y un portugués (estos últimos empleados de la VOC). El 9 de marzo de 1623 fueron decapitados y la cabeza del capitán inglés, Gabriel Towerson, fue empalada en un poste para que todos la vieran. El incidente acabó con cualquier esperanza de cooperación angloneerlandesa en la zona, un objetivo que ambos gobiernos venían persiguiendo durante varios años, y marcó el comienzo del predominio neerlandés en las Indias.

## Consecuencias
En el verano de 1623, los ingleses que habían sido indultados y absueltos navegaron a Batavia y se quejaron ante el gobernador general neerlandés Pieter de Carpentier y el Consejo de Defensa sobre el asunto de Amboyna, que dijeron que era una acusación falsa basada en una fantasía y que las confesiones se habían obtenido únicamente mediante severas torturas. Cuando no pudieron obtener reparación en Batavia, viajaron a Inglaterra, acompañados por el factor inglés en Batavia. Su historia causó revuelo en Inglaterra. Los directores de la EIC pidieron que el gobierno inglés exija reparaciones a la VOC y un castigo ejemplar de los jueces de Amboina por parte del gobierno neerlandés.
Según el embajador inglés Sir Dudley Carleton, la versión de los hechos tal como la presentó también causó mucha ira contra la VOC en los círculos gubernamentales neerlandeses. Sin embargo, la VOC pronto presentó su versión de los hechos que contradecía la versión inglesa en aspectos esenciales. Los Estados Generales neerlandeses propusieron una comisión de investigación conjunta angloneerlandesa para esclarecer los hechos, pero los ingleses rechazaron la sugerencia por considerar que requería demasiado tiempo. Los neerlandeses no querían ejecutar sumariamente a los culpables de las torturas y las ejecuciones como deseaban los ingleses, por lo que los Estados Generales encargaron una investigación a jueces delegados de los tribunales más altos de la república neerlandesa para investigar el asunto. Los jueces de Amboyna fueron retirados de las Indias Orientales y puestos bajo arresto domiciliario.
El juicio avanzó lentamente porque el tribunal de instrucción quiso interrogar a los testigos ingleses. El gobierno inglés se opuso a esta demanda porque sintió que no podía obligar a los testigos a viajar a los Países Bajos. Además, como los ingleses basaron su caso en la incompetencia del tribunal para juzgar a los empleados de la EIC (según la interpretación inglesa del Tratado de Defensa), las ejecuciones eran ipso facto ilegales desde el punto de vista inglés y, por tanto, constituían un asesinato judicial. Este argumento podría decidirse sin un interrogatorio de los testigos. Sin embargo, los neerlandeses sostuvieron que el tribunal de Amboyna había sido competente y, por lo tanto, concentraron su investigación en posibles faltas de conducta de los jueces.
Los testigos ingleses viajaron a la república neerlandesa en 1630 con Sir Henry Vane el Viejo. Se pusieron a disposición del tribunal en condiciones restrictivas. El proyecto de veredicto de la corte (una absolución del acusado) fue presentado al nuevo rey inglés Carlos I en 1632 para su aprobación (según lo acordado de antemano por los dos gobiernos). Fue rechazada, pero las autoridades neerlandesas pusieron en libertad a los jueces acusados.
En 1654, los herederos de Towerson y otros recibieron £ 3615 y el EIC £ 85 000 de la VOC en compensación por los eventos en Amboyna.